# HDC영창
HDC영창(HDC英昌)은 HDC현대산업개발 계열의 대한민국의 악기 제조 및 판매 기업이다.

## 개요
김재섭(金在燮, 1919 ~ 2002)이 1956년, 서울 명동에 설립한 악기회사로, 2004년 2월 기준으로 피아노 내수시장 점유율 55%로 1위를 다시 차지하였으며, 2012년에는 한국능률협회컨설팅이 조사하는 한국산업의 고객만족도(KCSI) 피아노 부문 13년 연속 1위를 차지하였다.
피아노뿐만 아니라 기타 부문에서 HDC영창은 1980년대 중반부터[1990년대 초반까지 펜더 스콰이어(Squier) 전기 기타와 베이스 기타를 제조, OEM 공급하였고, "페닉스"(Fenix,여우)라는 브랜드로 어쿠스틱 기타, 전기 기타 및 베이스 기타를 제조한다.

### 회사 명칭의 유래
HDC그룹의 HDC와 창업주의 두 형 김재영, 김재창의 이름 끝 글자를 따서 명칭을 지었다.

## 연혁
- 1956년 11월: 서울특별시 중구 명동에서 신향피아노사 설립
- 1962년 9월: 영창악기제조주식회사로 법인전환
- 1964년 2월: 서울특별시 영등포구 대림동(당시 신도림동)에 공장 설립
- 1971년 4월: 자체브랜드 피아노 수출 개시
- 1979년 11월: 인천광역시 북구(현 서구) 가좌동에 악기공장 설립
- 1984년 6월: 대한민국 악기업계 최초로 기업공개
- 1987년 5월: JIS(일본공업규격) 표시 승인 획득
- 1990년 6월: 커즈와일 뮤직 시스템스 인수
- 1991년 3월: 차세대 디지털 피아노 영창 베스티아노 출시
- 1992년 5월: 영창피아노와 오스트리아 소년합창단인 빈 소년합창단 편 TV광고 개시
- 1995년 9월: 중국 톈진 현지공장(천진영창악기유한공사) 준공
- 1996년 2월: 대한민국 업계 최초 ISO 9001 인증 획득
- 2006년 5월: 현대산업개발에 피인수
- 2006년 7월: 본사를 분당으로 이전
- 2011년 3월: 주식회사 영창뮤직으로 사명 변경[4]
- 2015년 7월: 본사를 인천으로 이전
- 2018년 4월: HDC영창주식회사으로 사명 변경

## 품목
현재 HDC영창이 제조판매하는 제품들은 아래와 같다.
- 그랜드 피아노
- 업라이트 피아노
- 디지털 피아노
- 신시사이저
- 관악기(색소폰, 플룻, 클라리넷)
- 현악기(바이올린, 기타류)

## 같이 보기
- 삼익악기